# V354 Возничего
V354 Возничего (лат. V354 Aurigae) — двойная затменная переменная звезда типа Алголя (EA) в созвездии Возничего на расстоянии (вычисленном из значения параллакса) приблизительно 17023 световых лет (около 5219 парсеков) от Солнца. Видимая звёздная величина звезды — от +16,2m до +15m. Орбитальный период — около 2,4518 суток.

## Характеристики
Первый компонент — жёлто-белая звезда спектрального класса F. Эффективная температура — около 7321 К.